# مهدی‌لی (بردع)
مهدی‌لی (به لاتین: Mehdili) یک منطقه مسکونی در جمهوری آذربایجان است که در شهرستان بردع واقع شده است. مهدی‌لی ۱۱۵۲ نفر جمعیت دارد.